# فعل دوگذرا
افعال دوگُذَرا یا افعال دومفعولی، افعالی هستند که در جمله به دو مفعول (یا اجزای وابستهٔ دیگر) نیاز دارند تا معنایشان کامل شود. به عبارت دیگر، فعل به تنهایی با فاعل کافی نیست، بلکه فعل باید دو نفر یا دو چیز را در ساختار جمله به‌گونه‌ای مشخص کند.
افعال دوگذرا با افعال گذرا و ناگذر فرق دارند چون برای انتقال معنی جمله هم به مفعول مستقیم و هم به مفعول غیرمستقیم یا مکمل مفعولی نیاز دارند. برخلاف افعال دو مفعولی افعال گذرا تنها به مفعول مستقیم نیاز دارند و افعال ناگذر برای بیان واضح معنی به هیچ مفعولی احتیاج ندارند.
دلیل نام‌گذاری افعال گذرا و ناگذر برمی‌گردد به چگونگی «گذشتن» یا «انتقال» اثر فعل از فاعل به مفعول:
- فعل گذرا: چون اثر فعل از فاعل «می‌گذرد» و به مفعول می‌رسد. مثال: «علی کتاب را خواند.» که در آن اثر عمل «خواندن» از فاعل (علی) گذشته و بر مفعول (کتاب) وارد شده است. بدون مفعول، معنای فعل ناقص می‌ماند.
- فعل ناگذر: چون اثر فعل از فاعل به چیزی بیرون از آن منتقل نمی‌شود و در خود فاعل پایان می‌یابد.

در دستور زبان فارسی، انواع فعل‌های دوگذرا می‌توانند باشند مانند:
۱. گذرا به مفعول + متمم
- مثال: «رضا داستانی را برای دوستانش تعریف کرد.»
  - مفعول: «داستانی را»
  - متمم: «برای دوستانش»

۲. گذرا به مفعول + مسند
- مثال: «همه او را فردی راستگو می‌دانستند.»
  - مفعول: «او را»
  - مسند: «فردی راستگو»

۳. گذرا به مفعول + مفعول (دو مفعولی مستقیم)
- مثال: «او فقرا را لباس پوشاند.»
  - دو مفعول: «فقرا را» + «لباس» (مستقیم)

## ساخت‌هایی با فعل‌های سه‌جایگاهی
ساخت دوگذرا در دستور زبان به جمله‌هایی گفته می‌شود که سه نقش اصلی دارند و فعل آن‌ها سه‌جایگاهی است. این سه نقش از دید نحوی معمولاً شامل فاعل، مفعول مستقیم و مفعول غیرمستقیم هستند، اما از نظر معنایی می‌توانند تنوع بیشتری داشته باشند. پژوهشگران بر این باورند که در این ساخت‌ها همواره یک اثرگذار (کنندهٔ کار) و یک پذیرنده (چیزی که کار بر آن انجام می‌شود) حضور دارند و نقش سوم بسته به فعل تغییر می‌کند. این نقش سوم می‌تواند به شکل‌های گوناگون ظاهر شود:
- گیرنده-دارنده در افعالی مانند «دادن، تحویل دادن، بخشیدن، هدیه دادن».
- هدف-دارنده در افعالی مانند «آوردن، فرستادن».
- مخاطب-شنونده در افعالی مانند «گفتن، توضیح دادن، تعریف کردن».
- مخاطب-بیننده در افعالی مانند «نشان دادن، نمایاندن».

برای نمونه، در جملهٔ «آرتا دوچرخه را به آریا داد»، «آرتا» اثرگذار، «دوچرخه» پذیرنده و «آریا» نقش گیرنده-دارنده است.

## مثال‌های بیشتر
- «معلم دانش‌آموزان را از امتحان ترساند.»
  - افعال دوگذرای به مفعول + متمم
  - مفعول: «دانش‌آموزان را»
  - متمم: «از امتحان»
- «همه دانش‌آموزان معلمشان را فردی مهربان می‌نامیدند.»
  - گذرا به مفعول + مسند
  - مفعول: «معلمشان را»
  - مسند: «فردی مهربان»
- «او فقرا را لباس پوشاند.»
  - گذرا به مفعول + مفعول (دو مفعولی)
  - «فقرا را» و «لباس» هر دو مفعول هستند